# Asturyjska Wikipedia
Asturyjska Wikipedia – edycja Wikipedii w języku asturyjskim, założona w lipcu 2004 roku.
Granicę 5000 artykułów edycja ta przekroczyła w dniu 7 lipca 2006 roku. Na dzień 18 lutego 2007 roku edycja ta liczyła 7871 artykułów. W rankingu wszystkich edycji językowych, opublikowanym w dniu 1 lutego tegoż roku, zajmowała 63. pozycję. W 2015 Asturyjska Wikipedia została laureatem Nagrody Księcia Asturii za międzynarodową współpracę.